# Leseband (Buch)

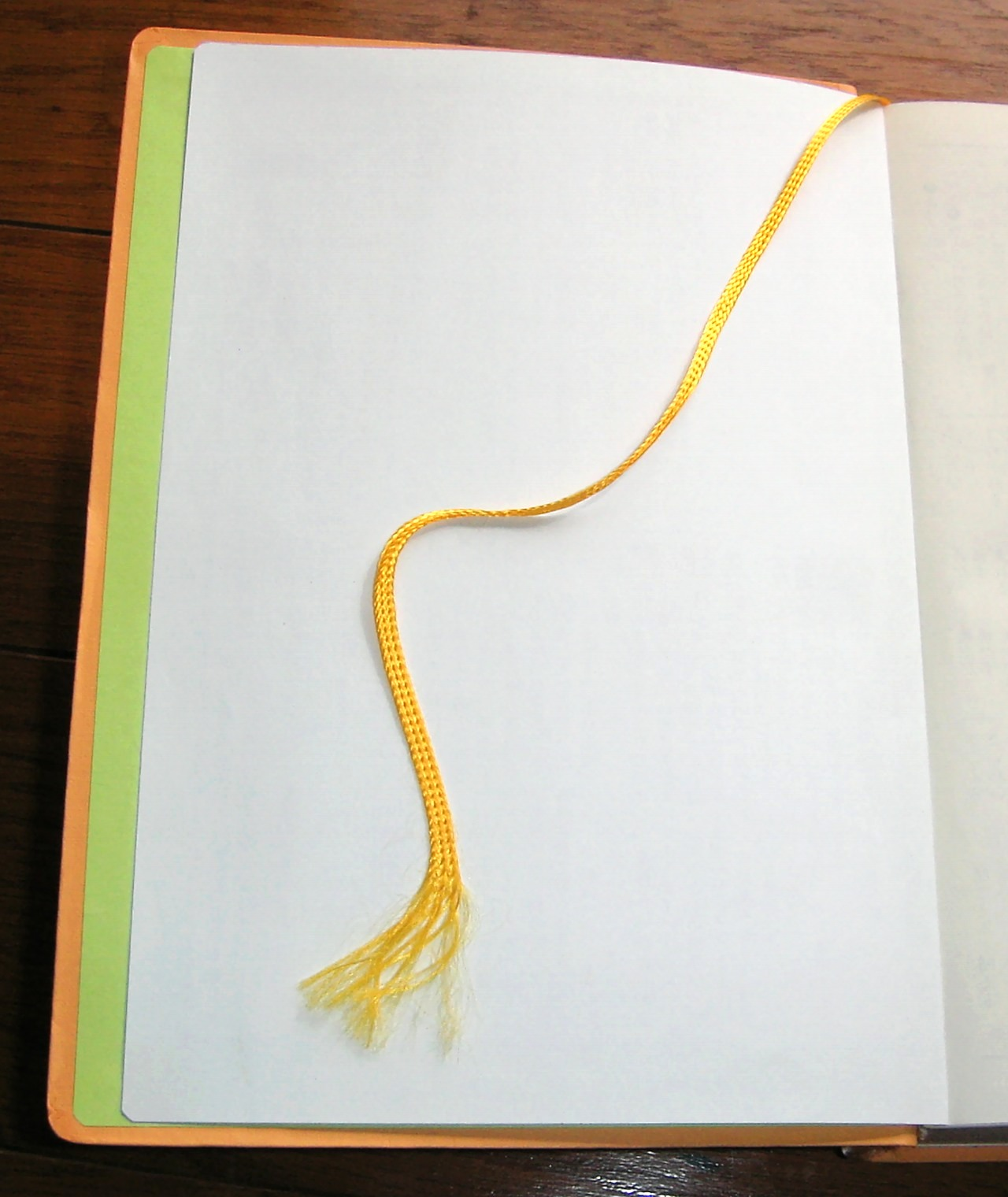
Gelbes Leseband in einem Buch

Das Leseband (auch Lesebändchen, Lesezeichenband, Einmerkband) ist ein am Kopf des Buchblockes befestigtes schmales Stoffband, das, zwischen die Buchseiten gelegt, als Lesezeichen dient. Meist reicht es über den unteren Rand des Buchblockes, in manchen Büchern finden sich auch mehrere Bänder in unterschiedlichen Farben. Die buchbinderische Fachbezeichnung ist Zeichenband.
Das Leseband wird auch als Leselitze oder Zeichenlitze bezeichnet, sofern es sich um ein geflochtenes, nicht gewebtes Band handelt. Litzen finden heute seltener Verwendung, da sie teurer sind als gewebte Bänder.
Das Leseband ist nicht zu verwechseln mit dem Kapitalband, dem kleinen, farbigen Bändchen, das bei Hardcover-Büchern und Deckenbänden an der Ober- und Unterkante des Buchrückens angeklebt ist.